# HD 74156 b
HD 74156 b是一顆質量下限是木星1.88倍的系外行星，母恆星是HD 74156，該行星可能是氣體巨行星。該行星是於2001年4月由多米尼克·納伊夫和傑佛瑞·馬西等人和HD 74156 c一起發現。

## 外部連結
- . Extrasolar Visions.   [2012-11-18]. （原始内容存档于2012-05-27）.